# Sigari e sigarette, signori
Sigari e sigarette, signori (After Midnight) è un film muto del 1927 scritto e diretto da Monta Bell e prodotto da Harry Rapf. Sceneggiato da Lorna Moon su un soggetto dello stesso regista, il film - una storia della vita notturna di New York - aveva come interpreti principali Norma Shearer, Lawrence Gray, Gwen Lee.

## Trama
Mary, che lavora in un locale notturno, viene aggredita da Joe, un rapinatore; la donna riesce a difendersi e lui rimane ferito. Grazie al suo cuore d'oro, si prende cura dell'uomo, che decide di cambiare vita. I due si innamorano e lui le chiede di sposarlo. Lei, risparmiando duramente, riesce a investire mille dollari in un Liberty bond, mentre Joe decide di acquistare un taxi per avviare un'attività in proprio. Un giorno, però, compare Maizie, la sorella pazza e selvaggia di Mary, che porta lo scompiglio in casa. Il fatto di essere riuscita ad avere un bond simile offertole durante un festino sfrenato al quale aveva partecipato, provoca la depressione di Mary, che si convince che tutti i propri sforzi servano a ben poco. Disillusa, riconverte in denaro il suo bond per comperarsi un guardaroba elegante, quindi accetta un invito a una festa dopo avere visto Joe ubriacarsi insieme ai suoi vecchi compari. Tornando dal party, Mary provoca un incidente nel quale Maizie resta uccisa. Rendendosi conto ognuno dei propri errori, Mary e Joe si ripromettono di iniziare da capo una nuova vita, lasciandosi il passato alle spalle.

## Produzione
Il film fu prodotto dalla Metro-Goldwyn-Mayer (MGM).

## Distribuzione
Il copyright del film, richiesto dalla Metro-Goldwyn-Mayer Distributing Corp., fu registrato il 17 agosto 1927 con il numero LP24413.

Il film fu presentato in prima a New York il 13 agosto 1927; venne distribuito nelle sale cinematografiche statunitensi dalla Metro Goldwyn Mayer il 20 agosto successivo. In Danimarca, uscì il 2 luglio 1928 con il titolo Efter midnat; in Austria, sempre nel 1928, prese il titolo Die Sünde lockt...; in Portogallo, 12 giugno 1929, quello di Depois da Meia-Noite; in Spagna, Después de medianoche; in Brasile, Depois da Meia-Noite; in Svezia, Efter midnatt.
 
In Italia, fu distribuito nel 1928 dalla Goldwyn con il visto di censura numero 24166.
Copia completa della pellicola si trova conservata presso gli archivi della Cinémathèque Française di Parigi.